# Roger Bureau
Roger Eugène Bureau (* Antwerpen, 1. Februar 1909; † 11. April 1945 in einem Kriegsgefangenenlager) war ein belgischer Eishockeyspieler, Eisschnellläufer und Kriegsopfer.

## Karriere
Roger Bureau nahm für die belgische Nationalmannschaft an den Olympischen Winterspielen 1928 in St. Moritz und 1936 in Garmisch-Partenkirchen teil. Mit seinem Team belegte er 1928 den achten von elf Rängen. Er selbst kam im Turnierverlauf in drei Spielen zum Einsatz. Bei den Winterspielen 1936 belegte er mit Belgien den 13. und somit letzten Platz. Auf Vereinsebene spielte er für CPA Antwerpen.
Während des Zweiten Weltkriegs diente Bureau auf Seiten der Alliierten. Am 21. April 1944 wurde er in der Nähe der französisch-spanischen Grenze gefangen genommen, in ein deutsches Gefangenenlager gebracht und noch im April 1945 exekutiert.

## Erfolge und Auszeichnungen
- 1927 Silbermedaille bei der Europameisterschaft